# Niphonympha
Niphonympha is een geslacht van vlinders van de familie stippelmotten (Yponomeutidae).

## Soorten
- N. albella Philipp Christoph Zeller, 1847
- N. argentea Busck, 1912
- N. dealbatella Philipp Christoph Zeller, 1847
- N. doctissima (Meyrick, 1924)
- N. vera S. Moriuti, 1963